# Ящероголов короткорилий
Ящероголов короткорилий (Trachinocephalus myops) — єдиний вид роду Trachinocephalus.

## Поширення
Зустрічається біля західних берегів Тихого океану від Хоккайдо і Гавайських островів до Австралії та островів Океанії, в Індійському океані уздовж берегів Південної Азії і Східної Африки і в Атлантичному океані у водах острова Св. Єлени і островів Вест-Індії і півострова Флорида.

## Опис
Сягає в довжину 40 см. Голова тупа, стисла; рило дуже коротке, нижня щелепа видається. На піднебінні розташована широка стрічка дрібних зубів. У спинному плавці 2 колючих і 11 м'яких променів, в анальному — 14-15 променів. По бічній лінії до хвостового плавця налічується 54 лусочки. Промислового значення немає. М'ясо риби світле, має білуватий або жовтуватий відтінок..